# Estado Soberano de Cundinamarca
El Estado Soberano de Cundinamarca fue una división administrativa y territorial de los Estados Unidos de Colombia. El ente territorial, creado el 15 de junio de 1857 con el nombre de Estado Federal de Cundinamarca, fue oficialmente reconocido como Estado de la Federación en la constitución nacional de 1858, y finalmente denominado Soberano en la constitución nacional de 1863. El estado subsistió hasta el 7 de septiembre de 1886 cuando entra en rigor la Constitución política colombiana de 1886 y pasa a llamarse Departamento de Cundinamarca.

## Historia
Durante la primera independencia de Colombia (la denominada Patria Boba), la Provincia de Bogotá ya se había declarado estado soberano e independiente. Su territorio correspondía con el que luego sería llamado Estado Soberano de Cundinamarca. Dicha provincia fue luego integrante de la Gran Colombia como parte del Departamento de Cundinamarca; una vez se desintegró dicha nación la Provincia de Bogotá formó parte de la República de la Nueva Granada, con el mismo territorio de 1810; más tarde (1844) esta fue subdividida en cuatro provincias: Bogotá, Cundinamarca, Tequendama y Zipaquirá, más la completa segregación del Territorio de San Martín.
Debido a los aires federalistas que estaba tomando la nación, el congreso de la entonces Confederación Granadina dicta la ley del 15 de junio de 1857 que crea los estados de Bolívar, Boyacá, Cauca, Cundinamarca y Magdalena, con el fin de evitar el rompimiento de la república. Por medio de dicha ley el estado de Cundinamarca se creó a partir de la unión de las provincias neogranadinas de Bogotá, Mariquita, Neiva y el Territorio de San Martín, con excepción del distrito de Nare, segregado de Mariquita y agregado a la Provincia de Antioquia, y de los distritos de Inzá y Calambás, segregados de Neiva y agregados a la Provincia de Popayán. Este acto fue corroborado y ejecutado por el decreto del 25 de junio del mismo año.
El 12 de abril de 1861 los departamentos de Mariquita y Neiva fueron segregados para formar el Estado Soberano del Tolima. en tanto el 23 de julio de ese mismo año fue separado el Distrito Federal de Bogotá. La capital del Estado fue trasladada a Funza.

## Geografía

### Límites

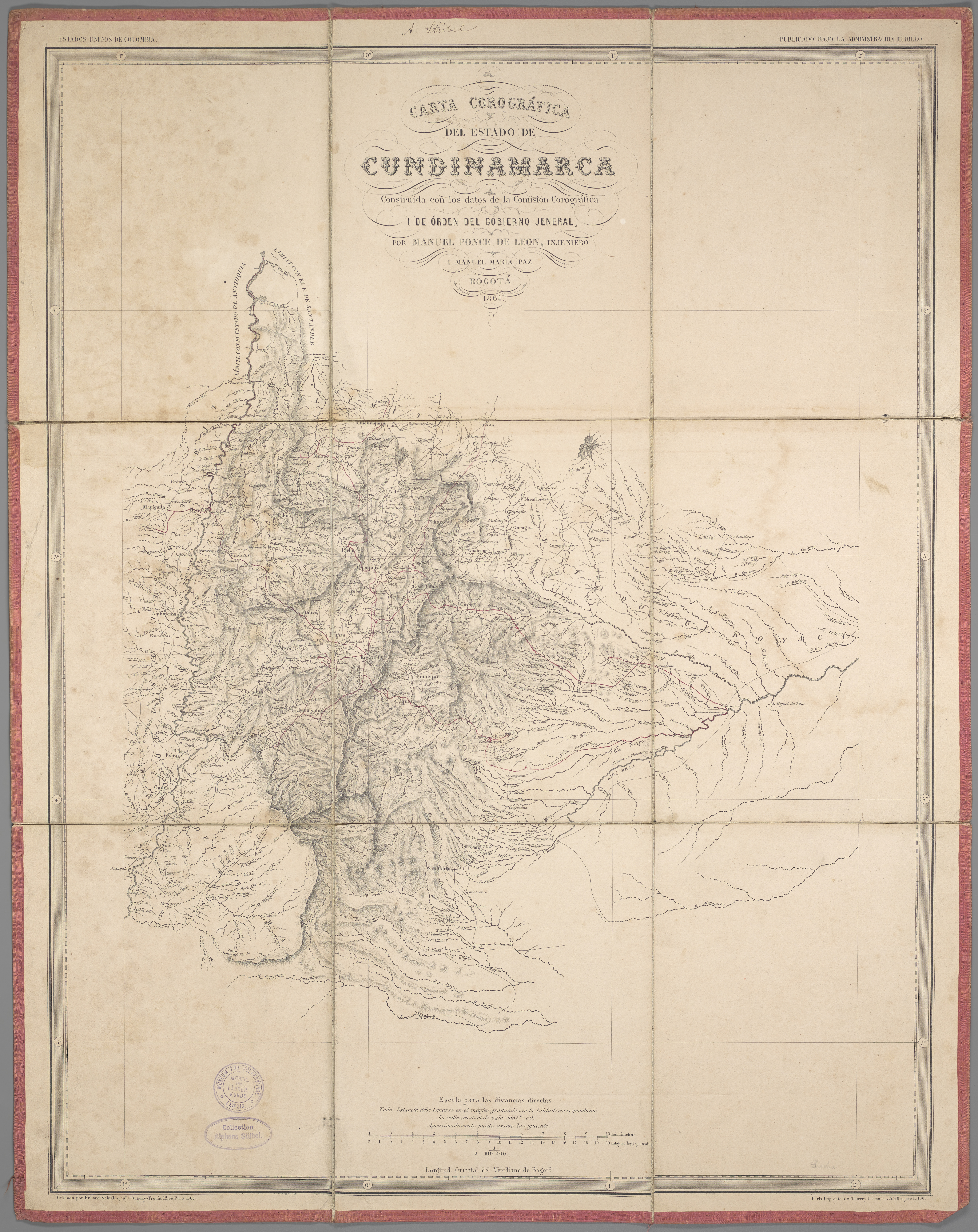
Estado Soberano de Cundinamarca en 1865.

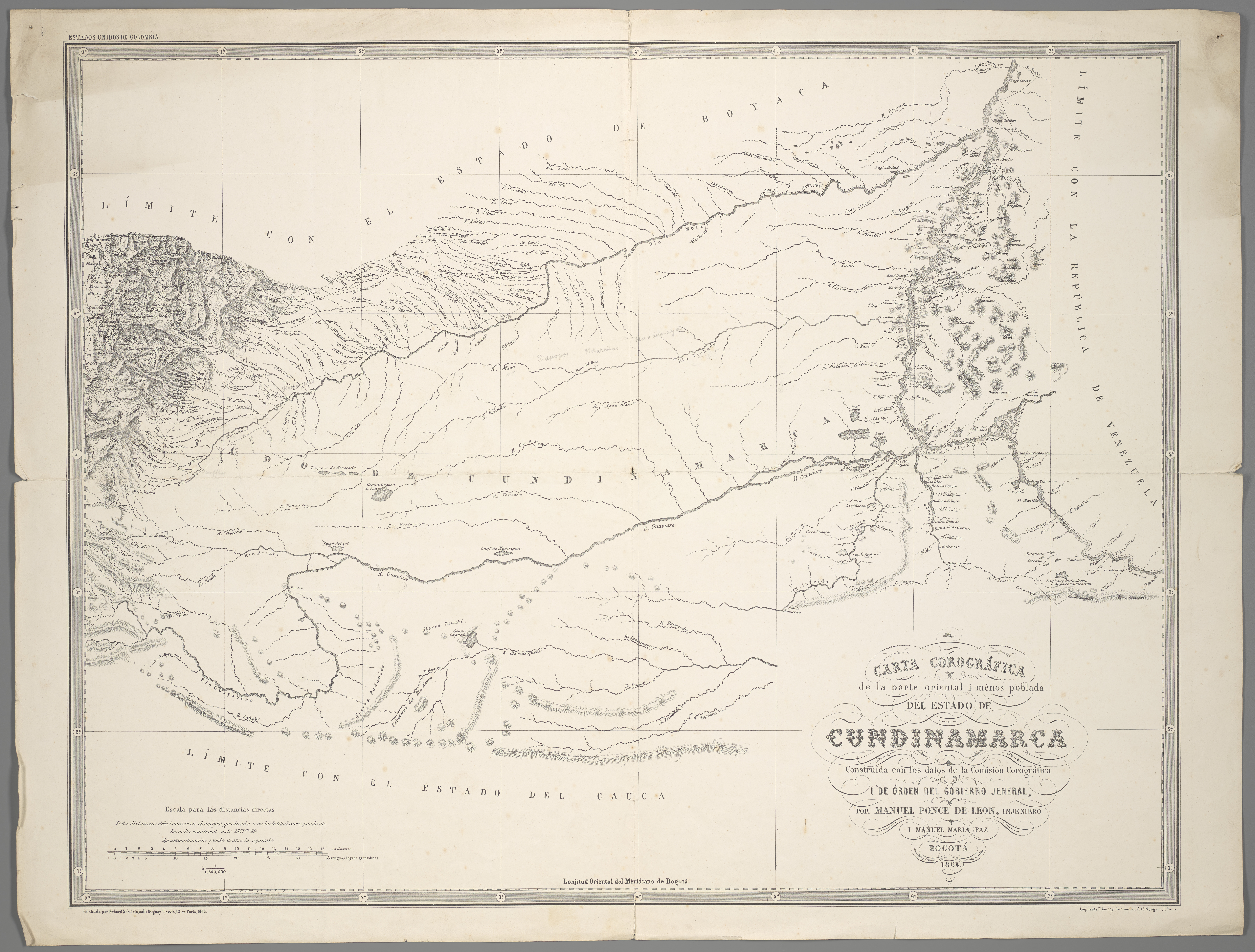
Territorio de San Martín en 1865.

Cundinamarca limitaba al norte con el estado de Boyacá, al este con la república de Venezuela, al sur con el estado del Cauca y al oeste con el estado del Tolima. Estos límites eran semejantes a los que poseía la Provincia de Bogotá en 1810 (si bien el 14 de mayo de 1857 se le agrega al Estado de Cundinamarca el distrito de La Palma, segregándolo de la Provincia de Mariquita); los límites particulares eran:
- Con Venezuela: el río Orinoco desde la desembocadura del Guaviare, aguas abajo, hasta la boca del río Meta; luego, Meta arriba, hasta el sitio de El Apostadero, que se halla en el meridiano del Paso del Viento sobre el río Arauca.

- Con Boyacá: desde el sitio conocido como El Apostadero en la orilla del río Meta y por este aguas arriba hasta el Upía; siguiendo por este, aguas arriba, hasta encontrar las del Caragaa, tomando luego las del Guavio hasta en frente de Cerronegro; luego por el pie de este cerro y por su cumbre hasta el origen del río homónimo, y por la cima que divide las aguas del valle de Somondoco de las del de Gachetá, hasta el alto de Tengua, del cual baja por las Lagunas al río Machetá, llamado más abajo Somondoco; se atraviesa este río siguiéndolo aguas arriba por poco trecho, hasta encontrar la quebrada Carranza, aguas arriba hasta su origen, y luego por las cumbres que separan las aguas del valle de Tenza hasta las cabeceras de la quebrada Ramada. Por ella abajo hasta su desembocadura en la de Tocala, y esta arriba hasta la cumbre del páramo de Gachaneque, y por sus filos la laguna de Fúquene; por las orillas orientales de ella hasta encontrar el río de la Balsa; abajo de la boca del río Simijaca toma una colina que separa la jurisdicción de Caldas de la de Simijaca, y por ella subiendo a los cerros que dividen las aguas que van al río Minero y al Suárez; sigue por el páramo de Mataredonda hasta la quebrada Isabi, que cae al río Villamizar, el cual atraviesa para llegar a la unión de los ríos Negro y Suárez; este último aguas arriba hasta el riachuelo Ibama, desde allí hasta la quebrada del Paime; desde la entrada de esta quebrada hasta el río Minero, línea recta a la cumbre donde nace la quebrada Aldana; ésta abajo hasta su confluencia con el río Torrás; de allí aguas abajo hasta su entrada en el río Negro, y siguiendo el curso de este hasta su entrada en el río Magdalena.

- Con el Tolima: desde la boca del río La Miel en el Magdalena, aguas arriba, hasta la boca del Fusagasugá; este río arriba hasta el Sumapaz; este último, aguas arriba, hasta la quebrada Mundonuevo; ésta aguas arriba hesta el nudo del ramal de la cordillera Oriental que queda frente a Doa, y después las cimas de ese ramal hasta el alto do las Cazualitas; y de este alto por la cumbre de la cordillera Oriental hasta la cabecera del río Unilla en la frontera con el territorio del Caquetá, pasando por el alto de las Oseras, cerro Ariari y cerro Neiva.

- Con el Cauca: desde cabecera del río Unilla hasta su entrada en el río Guayabero, y después todo este río, aguas abajo, hasta su confluencia con el Guaviare, y este último hasta su desembocadura en el Orinoco. Antiguamente se tenía por frontera una línea distinta, que corría desde la cabecera del río Unilla, siguiendo por el Guayabero hasta su confluencia con el Guaviare y a partir de aquí una línea que separa las aguas que van al Amazonas y que van al Orinoco, pasando por la serranía de Tunahí, y el intermedio entre los ríos Inírida y Guainía; finalmente hasta llegar a la confluencia del Casiquiare con el Orinoco.

En la actualidad el territorio que antes pertenecía al Estado Soberano de Cundinamarca está repartido entre el Distrito Capital y los departamentos de Cundinamarca, Meta y Vichada.

### Divisiones administrativas
Al crearse el Estado el 15 de junio de 1857 el Estado quedó constituido por las siguientes provincias, las cuales fueron a su vez su primera división territorial:
- Bogotá (capital Bogotá).
- Neiva (capital Neiva).
- Mariquita (capital Mariquita).

Por virtud de la ley del 14 de noviembre de 1857, quedó dividido el territorio en 6 departamentos:
- Primero de Bogotá (capital Bogotá).
- Segundo de Bogotá (capital Bogotá).
- Chocontá (capital Chocontá).
- Garzón (capital Garzón).
- Guaduas (capital Guaduas).
- Guamo (capital Guamo).
- Mariquita (capital Mariquita).
- Neiva (capital Neiva).
- Zipaquirá (capital Zipaquirá).

Por medio de la ley del 7 de julio de 1860 se subdividió el Estado en 5 departamentos:
- Bogotá (capital Bogotá).
- Honda (capital Honda).
- Neiva (capital Neiva).
- Purificación (capital Purificación).
- Zipaquirá (capital Zipaquirá).

El 12 de abril de 1861 los departamentos de Mariquita y Neiva fueron segregados para formar el Estado Soberano del Tolima. en tanto el 23 de julio de ese mismo año fue separado el Distrito Federal de Bogotá. La capital del Estado fue trasladada a Funza.
A través de la ley del 7 de septiembre de 1862 se subdividió el Estado en 7 departamentos:
- Centro (capital Funza).
- Cáqueza (capital Cáqueza).
- Chocontá (capital Chocontá).
- Guatavita (capital Guatavita).
- Guaduas (capital Guaduas).
- Tequendama (capital La Mesa).
- Zipaquirá (capital Zipaquirá).

Con la ley del 2 de febrero de 1865 el Estado quedó dividido en 4 departamentos:
- Bogotá (capital Bogotá).
- Norte (capital Ubaté).
- Sur (capital Facatativá).
- Zipaquirá (capital Zipaquirá).

Dicha subdivisión fue cambiada de nuevo en 1866, con la ley del 16 de enero de ese año, quedando 6 departamentos:
- Bogotá (capital Bogotá).
- Chocontá (capital Chocontá).
- Occidente (capital Facatativá).
- Tequendama (capital La Mesa).
- Ubaté (capital Ubaté).
- Zipaquirá (capital Zipaquirá).

Por medio de la ley del 10 de agosto de 1869 el número de departamentos fue incrementado nuevamente:
- Bogotá (capital Bogotá).
- Cáqueza (capital Fómeque).
- Facatativá (capital Facatativá).
- La Palma (capital La Palma).
- Tequendama (capital La Mesa).
- Ubaté (capital Ubaté).
- Zipaquirá (capital Zipaquirá).

### Territorios nacionales
El Territorio Nacional de San Martín, con capital en San Martín y más tarde en Villavicencio, estaba bajo jurisdicción del departamento de Bogotá pero era administrado por el gobierno nacional.
El Territorio Vásquez fue cedido al Estado de Boyacá en 1867 y administrado de forma especial por este último.